# BBL-Pokal 2020/21
Der MagentaSport BBL-Pokal 2020/21 war die zwölfte Austragung des Pokalwettbewerbs im deutschen Vereinsbasketball der Herren als Ligapokal der ersten Basketball-Bundesliga. Die Organisation dieses Wettbewerbs untersteht dem Ligaverband der Basketball-Bundesliga und dient der Ermittlung des deutschen Pokalsiegers im Vereinsbasketball der Herren.
Es war die dritte Austragung des Pokals seit seiner Reform, nach der der Wettbewerb mit 16 Bundesligisten ausgespielt wurde. Unter dem Eindruck der fortlaufenden COVID-19-Pandemie in Deutschland wurde der Wettbewerb jedoch erst in einer Gruppenphase und dann in einem Finalturnier ausgetragen. Als Titelträger ging Alba Berlin in den Wettbewerb. FC Bayern München bezwang den Titelverteidiger im Finale und wurde somit zum dritten Mal deutscher Pokalsieger.

## Modus
Es nahmen die 16 Bundesligisten, die in der Vorsaison den Klassenerhalt geschafft haben, teil. Diese spielten zunächst in vier nach geographischen Kriterien sortierten Gruppen an festen Standorten. In dieser Gruppenphase spielte jede Mannschaft einmal gegen jeden der drei Gruppengegner. Die vier Gruppensieger qualifizierten sich für das Finalturnier („TOP FOUR“). Dort wurde in je einem Halbfinal- sowie einem Finalspiel der Pokalsieger bestimmt.

## Austragung

### Qualifikationsturniere

#### Gruppe A
Die Spiele sollten vom 17. bis 25. Oktober in der Hardtberghalle in Bonn stattfinden. Nach einem positiven Corona-Test und einer vorsorglichen Quarantäne musste Bonn ihr Spiel gegen Braunschweig am 1. November nachholen. Auch Berlin konnte nach einem positiven Test seine Spiele gegen Bonn und Braunschweig erst am 10. November 2020 und 20. Januar 2021 nachholen. Das Spiel gegen Oldenburg wurde auf Grund der bereits sicheren Tabellenreihenfolge nicht mehr ausgetragen und als 0:20-Niederlage für beide Mannschaften gewertet.
| # | Mannschaft                    | Spiele | Siege | Nieder- lagen | Korb- punkte | Differenz | Sieg- punkte |
| - | ----------------------------- | ------ | ----- | ------------- | ------------ | --------- | ------------ |
| 1 | Alba Berlin                   | 3      | 2     | 1             | 193:185      | 8         | 4            |
| 2 | Telekom Baskets Bonn          | 3      | 2     | 1             | 263:245      | 18        | 4            |
| 3 | Basketball Löwen Braunschweig | 3      | 1     | 2             | 239:282      | −43       | 2            |
| 4 | EWE Baskets Oldenburg         | 3      | 0     | 3             | 164:227      | −63       | 0            |

#### Gruppe B
Die Spiele fanden vom 17. bis 25. Oktober im Rasta-Dome in Vechta statt.
| # | Mannschaft             | Spiele | Siege | Nieder- lagen | Korb- punkte | Differenz | Sieg- punkte |
| - | ---------------------- | ------ | ----- | ------------- | ------------ | --------- | ------------ |
| 1 | BG Göttingen           | 3      | 3     | 0             | 301:270      | 31        | 6            |
| 2 | Fraport Skyliners      | 3      | 2     | 1             | 239:229      | 10        | 4            |
| 3 | Rasta Vechta           | 3      | 1     | 2             | 266:273      | −7        | 2            |
| 4 | JobStairs Gießen 46ers | 3      | 0     | 3             | 274:308      | −34       | 0            |

#### Gruppe C
Die Spiele fanden vom 17. bis 25. Oktober in der Ratiopharm-Arena in Neu-Ulm statt.
| # | Mannschaft             | Spiele | Siege | Nieder- lagen | Korb- punkte | Differenz | Sieg- punkte |
| - | ---------------------- | ------ | ----- | ------------- | ------------ | --------- | ------------ |
| 1 | Ratiopharm Ulm         | 3      | 3     | 0             | 301:270      | 31        | 6            |
| 2 | MHP Riesen Ludwigsburg | 3      | 2     | 1             | 239:229      | 10        | 4            |
| 3 | Brose Bamberg          | 3      | 1     | 2             | 266:273      | −7        | 2            |
| 4 | S.Oliver Würzburg      | 3      | 0     | 3             | 274:308      | −34       | 0            |

#### Gruppe D
Die Spiele fanden vom 17. bis 26. Oktober in der Stadthalle Weißenfels in Weißenfels statt. Bayreuth musste nach einer zweiwöchigen Quarantäne die Spiele gegen Weißenfels (11. November 2020) und Crailsheim (12. November 2020) nachholen.
| # | Mannschaft               | Spiele | Siege | Nieder- lagen | Korb- punkte | Differenz | Sieg- punkte |
| - | ------------------------ | ------ | ----- | ------------- | ------------ | --------- | ------------ |
| 1 | FC Bayern München        | 3      | 2     | 1             | 266:218      | 48        | 4            |
| 2 | SYNTAINICS MBC           | 3      | 2     | 1             | 282:305      | −23       | 4            |
| 3 | HAKRO Merlins Crailsheim | 3      | 1     | 2             | 238:256      | −18       | 2            |
| 4 | Medi Bayreuth            | 3      | 0     | 3             | 286:293      | −7        | 0            |

### TOP FOUR
Das Finalturnier sollte ursprünglich am 1. und 2. November 2020 ausgetragen werden. Nachdem es in den Qualifikationsgruppen zu mehreren Spielausfällen gekommen war, wurde das Turnier auf den 17. und 18. April 2021 verlegt. Kurz vor Spielbeginn kam es zu positiven Corona-Tests bei Göttingen, wodurch eine erneute Verlegung nötig war. Beim Finalturnier am 15. und 16. Mai 2021 sicherte sich der FC Bayern München schließlich den dritten Pokalsieg der Vereinsgeschichte.
|  | Halbfinale | Halbfinale        | Halbfinale |  |  | Finale | Finale            | Finale |
|  |            |                   |            |  |  |        |                   |        |
|  |            |                   |            |  |  |        |                   |        |
|  | A          | Alba Berlin       | 112        |  |  |        |                   |        |
|  | B          | BG Göttingen      | 96         |  |  |        |                   |        |
|  |            |                   |            |  |  | A      | Alba Berlin       | 79     |
|  |            |                   |            |  |  | D      | FC Bayern München | 85     |
|  | C          | ratiopharm Ulm    | 102        |  |  |        |                   |        |
|  | D          | FC Bayern München | 104        |  |  |        |                   |        |
|  |            |                   |            |  |  |        |                   |        |